# Naxipenetretus trisetosus
Naxipenetretus trisetosus is een keversoort uit de familie van de loopkevers (Carabidae). De wetenschappelijke naam van de soort is voor het eerst geldig gepubliceerd in 1996 door Zamotajlov & Sciaky.